# Mord podczas nudnego przyjęcia
Mord podczas nudnego przyjęcia (ang. The Slumber Party Massacre) – amerykański horror z 1982 roku w reżyserii Amy Holden Jones. Sztandarowy slasher z lat osiemdziesiątych, który doczekał się dwóch oficjalnych sequeli.
Dziś uznawany jest za film kultowy ze względu na swoją feministyczną treść. Reżyserka filmu, Amy Holden Jones, twierdzi, iż narzędzie zbrodni głównego antagonisty (wiertarka) symbolizuje tu penisa, a wwiercanie wiertła w ciało – gwałt.

## Zarys fabuły
Nastolatka, która zostaje sama w domu, urządza prywatkę i zaprasza szkolne koleżanki. Jest wśród nich nowa sąsiadka. Niestety, między dziewczętami dochodzi do kłótni, w wyniku czego zaproszona sąsiadka decyduje się pozostać w umiejscowionym nieopodal domu. Gdy jednak dowiaduje się, że zbiegły z więzienia pięciokrotny zabójca wtargnął na teren imprezy, postanawia ratować nieświadome niczego nastolatki...

## Obsada
- Michelle Michaels − Trish Devereaux
- Robin Stille − Valerie "Val" Bates
- Michael Villella − Russ Thorn
- Debra Deliso − Kimberly "Kim" Clarke
- Andree Honore − Jackie
- Gina Smika − Diane
- Jennifer Meyers − Courtney Bates
- Joseph Alan Johnson − Neil

## Odbiór
Albert Nowicki (witryna His Name Is Death) pisał: "Mord podczas nudnego przyjęcia to horror zrealizowany na wesoło, w którym pobrzmiewają parodystyczne echa kpiny z podgatunku slashera. Psychopata z fallicznym urządzeniem do wiercenia, którym niemal gwałci ciało ofiary? A masz, puszczalska dziwko! Ponadczasowy klasyk."

## Ciekawostki
- Masakra w domu kobiet (1986), Nocny koszmar (1990) i Masakra cheerleaderek (2003) są nieoficjalnymi sequelami filmu. Dystrybutorem całej serii, jak i wyżej wymienionych filmów, jest Massacre Collection.
- Bohaterka filmu, Courtney Bates, pojawiła się w głównej roli w części drugiej.